# Mets de Guaynabo 2014 (pallavolo maschile)
Questa voce raccoglie le informazioni riguardanti i Mets de Guaynabo nelle competizioni ufficiali della stagione 2014.

## Organigramma societario
Area direttiva
- Presidente: Joseph Albino
- Co-presidente: José Pérez

Area tecnica
- Allenatore: Javier Gaspar
- Assistente allenatore: Manolo Concepción
- Statistico: Héctor Reyes
- Fisioterapista: Sammy Rodríguez

## Rosa
| N° | Nome              | Ruolo | Data di nascita   | Nazionalità sportiva |
| -- | ----------------- | ----- | ----------------- | -------------------- |
| 1  | Raynel Sánchez    | S     | 7 giugno 1993     | Porto Rico           |
| 2  | Juan Carlos Ribas | S     | 8 settembre 1993  | Porto Rico           |
| 2  | Orlando Irizarry  | L     | 27 settembre 1985 | Porto Rico           |
| 3  | Pablo Guzmán      | S     | 2 giugno 1987     | Porto Rico           |
| 4  | Jorge Mencía      | S/O   | 14 aprile 1990    | Porto Rico           |
| 5  | Edwin Montaño     | C     | 30 giugno 1978    | Porto Rico           |
| 7  | Enrique Escalante | C     | 6 agosto 1984     | Porto Rico           |
| 8  | Jonathan King     | C     | 12 agosto 1982    | Porto Rico           |
| 9  | Ulises Maldonado  | S/O   | 3 marzo 1989      | Porto Rico           |
| 10 | Pedro Fernández   | S/O   | 4 agosto 1993     | Porto Rico           |
| 11 | Abdiel Rivera     | P     | 13 aprile 1995    | Porto Rico           |
| 12 | Arnel Cabrera     | S/L   | 11 ottobre 1994   | Porto Rico           |
| 15 | Fernando Morales  | P     | 4 febbraio 1982   | Porto Rico           |
| 16 | Yunieski Ramírez  | S     | 13 febbraio 1986  | Porto Rico           |

## Mercato
| Acquisti | Acquisti          | Acquisti              | Acquisti      |
| R.       | Nome              | da                    | Modalità      |
| -------- | ----------------- | --------------------- | ------------- |
| S        | Pablo Guzmán      | Roeselare             | fine prestito |
| S        | Raynel Sánchez    | Maratonistas de Coamo | definitivo    |
| S        | Juan Carlos Ribas | Plataneros de Corozal | prestito      |
| S        | Pablo Guzmán      | Roeselare             | fine prestito |
| S/O      | Jorge Mencía      | Qatar SC              | definitivo    |
| S/O      | Ulises Maldonado  | Plataneros de Corozal | definitivo    |
| P        | Abdiel Rivera     | Plataneros de Corozal | prestito      |
| S/L      | Arnel Cabrera     | Changos de Naranjito  | prestito      |
| P        | Fernando Morales  | Enisej                | definitivo    |
| S        | Yunieski Ramírez  | Kazma                 | definitivo    |
| L        | Orlando Irizarry  | Gigantes de Carolina  | definitivo    |

| Cessioni | Cessioni          | Cessioni              | Cessioni              |
| R.       | Nome              | a                     | Modalità              |
| -------- | ----------------- | --------------------- | --------------------- |
| L        | Orlando Irizarry  | Gigantes de Carolina  | fine prestito         |
| S        | Ezequiel Cruz     | Plataneros de Corozal | fine prestito         |
| S        | Sequiel Sánchez   | Changos de Naranjito  | fine prestito         |
| C        | Mannix Román      | Indios de Mayagüez    | fine prestito         |
| S        | Alexandre O'Neill | -                     | ritirato              |
| P        | Jorge De Jesús    | -                     | ritirato              |
| L        | Dennis Del Valle  | Lugano                | prestito              |
| P        | Ángel Pérez       | Tirol                 | prestito              |
| S        | Jorge Alifonso    | -                     | ritirato              |
| C        | Emanuel Batista   | -                     | ritirato              |
| S        | Jackson Rivera    | Patriotas de Lares    | definitivo            |
| S/O      | Jean Carlos Ortíz | Cariduros de Fajardo  | fine prestito         |
| S        | Juan Carlos Ribas | Cariduros de Fajardo  | cessione del prestito |

## Risultati

### LVSM

#### Regular season
| 1ª giornata - 21 agosto 2014 Coliseo Mario Morales, Guaynabo               | Mets de Guaynabo     | 3 - 1 | Capitanes de Arecibo | 25-15, 26-28, 25-15, 25-23        |
| 2ª giornata - 23 agosto 2014 Coliseo Manuel Iguina, Arecibo                | Capitanes de Arecibo | 3 - 0 | Mets de Guaynabo     | 25-19, 25-16, 25-19               |
| 3ª giornata - 28 agosto 2014 Coliseo Tomás Dones, Fajardo                  | Cariduros de Fajardo | 1 - 3 | Mets de Guaynabo     | 25-16, 23-25, 14-25, 18-25        |
| 4ª giornata - 5 settembre 2014 Coliseo Mario Morales, Guaynabo             | Mets de Guaynabo     | 2 - 3 | Cariduros de Fajardo | 25-16, 25-23, 22-25, 23-25, 10-15 |
| 5ª giornata - 12 settembre 2014 Coliseo Mario Morales, Guaynabo            | Mets de Guaynabo     | 3 - 0 | Patriotas de Lares   | 25-19, 25-22, 25-15               |
| 6ª giornata - 14 settembre 2014 Coliseo Félix Méndez Acevedo, Lares        | Patriotas de Lares   | 3 - 0 | Mets de Guaynabo     | 25-21, 25-22, 25-21               |
| 7ª giornata - 18 settembre 2014 Palacio de Recreación y Deportes, Mayagüez | Indios de Mayagüez   | 1 - 3 | Mets de Guaynabo     | 17-25, 25-20, 23-25, 15-25        |
| 8ª giornata - 20 settembre 2014 Coliseo Mario Morales, Guaynabo            | Mets de Guaynabo     | 3 - 1 | Indios de Mayagüez   | 21-25, 25-19, 25-21, 25-13        |
| 9ª giornata - 26 settembre 2014 Coliseo Guillermo Angulo, Carolina         | Gigantes de Carolina | 0 - 3 | Mets de Guaynabo     | 15-25, 12-25, 19-25               |
| 10ª giornata - 28 settembre 2014 Coliseo Mario Morales, Guaynabo           | Mets de Guaynabo     | 3 - 1 | Gigantes de Carolina | 22-25, 25-15, 25-19, 25-19        |
| 11ª giornata - 2 ottobre 2014 Coliseo Manuel Iguina, Arecibo               | Capitanes de Arecibo | 3 - 1 | Mets de Guaynabo     | 22-25, 25-19, 25-18, 27-25        |
| 12ª giornata - 4 ottobre 2014 Coliseo Mario Morales, Guaynabo              | Mets de Guaynabo     | 3 - 0 | Capitanes de Arecibo | 25-19, 25-20, 25-23               |
| 13ª giornata - 9 ottobre 2014 Coliseo Tomás Dones, Fajardo                 | Cariduros de Fajardo | 3 - 1 | Mets de Guaynabo     | 27-25, 21-25, 29-27, 25-21        |
| 14ª giornata - 11 ottobre 2014 Coliseo Mario Morales, Guaynabo             | Mets de Guaynabo     | 3 - 0 | Cariduros de Fajardo | 25-13, 25-20, 25-20               |
| 15ª giornata - 14 ottobre 2014 Coliseo Mario Morales, Guaynabo             | Mets de Guaynabo     | 3 - 0 | Cariduros de Fajardo | 25-22, 25-18, 25-18               |
| 16ª giornata - 17 ottobre 2014 Coliseo Mario Morales, Guaynabo             | Mets de Guaynabo     | 3 - 2 | Patriotas de Lares   | 24-26, 25-23, 24-26, 25-21, 15-10 |
| 17ª giornata - 19 ottobre 2014 Coliseo Félix Méndez Acevedo, Lares         | Patriotas de Lares   | 3 - 1 | Mets de Guaynabo     | 27-25, 23-25, 25-22, 25-22        |
| 18ª giornata - 21 ottobre 2014 Coliseo Mario Morales, Guaynabo             | Mets de Guaynabo     | 3 - 0 | Gigantes de Carolina | 25-14, 25-18, 26-24               |
| 19ª giornata - 23 ottobre 2014 Palacio de Recreación y Deportes, Mayagüez  | Indios de Mayagüez   | 3 - 1 | Mets de Guaynabo     | 28-26, 24-26, 25-18, 25-23        |
| 20ª giornata - 25 ottobre 2014 Coliseo Mario Morales, Guaynabo             | Mets de Guaynabo     | 1 - 3 | Indios de Mayagüez   | 20-25, 17-25, 25-19, 22-25        |
| 21ª giornata - 31 ottobre 2014 Coliseo Mario Morales, Guaynabo             | Mets de Guaynabo     | 3 - 0 | Gigantes de Carolina | 25-22, 25-18, 25-11               |
| 22ª giornata - 2 novembre 2014 Coliseo Guillermo Angulo, Carolina          | Gigantes de Carolina | 0 - 3 | Mets de Guaynabo     | 22-25, 17-25, 23-25               |

#### Play-off
| Semifinali (gara 1) - 6 novembre 2014 Coliseo Mario Morales, Guaynabo  | Mets de Guaynabo     | 3 - 2 | Cariduros de Fajardo | 25-23, 23-25, 25-18, 28-30, 15-9  |
| Semifinali (gara 2) - 8 novembre 2014 Coliseo Tomás Dones, Fajardo     | Cariduros de Fajardo | 2 - 3 | Mets de Guaynabo     | 21-25, 18-25, 25-19, 25-23, 9-15  |
| Semifinali (gara 3) - 10 novembre 2014 Coliseo Mario Morales, Guaynabo | Mets de Guaynabo     | 3 - 2 | Cariduros de Fajardo | 25-20, 25-17, 20-25, 21-25, 15-12 |
| Semifinali (gara 4) - 12 novembre 2014 Coliseo Tomás Dones, Fajardo    | Cariduros de Fajardo | 3 - 1 | Mets de Guaynabo     | 27-29, 29-27, 28-26, 25-23        |
| Semifinali (gara 5) - 14 novembre 2014 Coliseo Mario Morales, Guaynabo | Mets de Guaynabo     | 2 - 3 | Cariduros de Fajardo | 19-25, 25-22, 20-25, 25-22, 12-15 |
| Semifinali (gara 6) - 16 novembre 2014 Coliseo Tomás Dones, Fajardo    | Cariduros de Fajardo | 0 - 3 | Mets de Guaynabo     | 21-25, 18-25, 24-26               |
| Finale (gara 1) - 5 dicembre 2014 Coliseo Manuel Iguina, Arecibo       | Capitanes de Arecibo | 1 - 3 | Mets de Guaynabo     | 28-26, 26-28, 21-25, 23-25        |
| Finale (gara 2) - 7 dicembre 2014 Coliseo Mario Morales, Guaynabo      | Mets de Guaynabo     | 1 - 3 | Capitanes de Arecibo | 18-25, 20-25, 25-20, 26-28        |
| Finale (gara 3) - 9 dicembre 2014 Coliseo Manuel Iguina, Arecibo       | Capitanes de Arecibo | 3 - 0 | Mets de Guaynabo     | 25-21, 25-15, 25-22               |
| Finale (gara 4) - 11 dicembre 2014 Coliseo Mario Morales, Guaynabo     | Mets de Guaynabo     | 2 - 3 | Capitanes de Arecibo | 25-22, 19-25, 25-22, 18-25, 13-15 |
| Finale (gara 5) - 13 dicembre 2014 Coliseo Manuel Iguina, Arecibo      | Capitanes de Arecibo | 3 - 1 | Mets de Guaynabo     | 17-25, 25-23, 25-19, 25-19        |

## Statistiche

### Statistiche di squadra
| Competizione | Punti | In casa | In casa | In casa | In trasferta | In trasferta | In trasferta | Totale | Totale | Totale |
| Competizione | Punti | G       | V       | P       | G            | V            | P            | G      | V      | P      |
| ------------ | ----- | ------- | ------- | ------- | ------------ | ------------ | ------------ | ------ | ------ | ------ |
| LVSM         | 42    | 17      | 12      | 5       | 16           | 7            | 9            | 33     | 19     | 14     |
| Totale       | -     | 17      | 12      | 5       | 16           | 7            | 9            | 33     | 19     | 14     |

G = partite giocate; V = partite vinte; P = partite perse